# Uduba orona
Uduba orona is een spinnensoort uit de familie Udubidae. De soort komt voor in Madagaskar.